# منطقه نظامی جنوبی روسیه
منطقه نظامی جنوبی روسیه (انگلیسی: Southern Military District) یکی از مناطق نظامی روسیه است. این منطقه یکی از پنج منطقه نظامی نیروهای مسلح روسیه است که حوزه اختیارات آن عمدتاً در منطقه قفقاز شمالی و پایگاه‌های قفقاز جنوبی قرار دارد. منطقه نظامی جنوبی به‌عنوان بخشی از اصلاحات نظامی سال ۲۰۰۸ ایجاد شد و با فرمان ریاست‌جمهوری شماره ۱۱۴۴ که در ۲۰ سپتامبر ۲۰۱۰ امضا شد، برای جایگزینی منطقه نظامی قفقاز شمالی و جذب فرماندهی‌های نظامی ناوگان دریای سیاه و ناوگان خزر تأسیس شد. این منطقه در ۲۲ اکتبر ۲۰۱۰ تحت فرماندهی ژنرال الکساندر گالکین فعالیت خود را آغاز کرد.
منطقه نظامی جنوبی از نظر وسعت جغرافیایی کوچک‌ترین منطقه نظامی در روسیه است. این ناحیه شامل ۱۳ منطقه فدرال روسیه است: آدیغیه، استان آستراخان، چچن، داغستان، اینگوشتیا، کاباردینو-بالکاریا، کالمیکیا، قره‌چای-چرکسیا، سرزمین کراسنودار، اوستیای شمالی-آلانیا، استان روستوف، سرزمین استاوروپول و استان ولگوگراد. پس از حمله روسیه به اوکراین در ۲۴ فوریه ۲۰۲۲، شش استان اوکراین که تا حدی توسط روسیه اشغال شده بودند، نیز به این ناحیه اضافه شدند: کریمه، دونتسک، خرسون، لوهانسک، سواستوپول و زاپوروژیه. ستاد مرکزی ناحیه نظامی جنوبی در روستوف-نا-دونو قرار دارد و فرمانده آن ژنرال الکساندر سانچیک است.